# Stade Richter
Le stade Richter est un ancien stade de football puis espace de spectacle situé à Montpellier en France.
Inauguré en 1968, il remplace le vieux Parc des Sports de l'avenue Pont Juvénal et a comme club résident le Stade Olympique Montpelliérain puis son successeur, le Montpellier Littoral Sport Club. Son nom vient des anciens propriétaires des terrains, les Richter, qui exploitaient une pépinière. Il est détruit en 1990 et laisse la place à un nouveau quartier comprenant une partie de l'université Montpellier-I.

## Historique
La construction d'un stade est décidée par la municipalité de la ville, dont le maire est François Delmas, en remplacement du vieux Parc des Sports de l'avenue Pont Juvénal. Le lieu choisi pour la construction du nouveau stade se situe en bordure du Lez et appartient aux Richter. Ces terrains sont inutilisés depuis la Seconde Guerre mondiale, les Richter exploitaient auparavant à cet endroit des pépinières. Des terrains annexes et des courts de tennis sont également prévus dans le projet.
Le stade, d'une capacité de 25 000 places[réf. nécessaire], est inauguré en 1968 et prend le nom des anciens propriétaires des terrains. Trop loin du centre-ville, mal desservi, les supporters du SOM (Stade Olympique Montpelliérain) ne suivent pas et seulement 440 spectateurs assistent au match de seconde division SOM-AS Cannes le 4 mai 1968. La même année au 17 août, il accueille le challenge des champions opposant l'AS Saint-Étienne aux Girondins de Bordeaux devant 5 917 spectateurs, les Stéphanois l'emportant 5 à 3. En grandes difficultés financières, le club montpelliérain quitte le monde professionnel en 1969.
Le 11 juillet 1970, le stade Richter accueille la 15e étape du Tour de France sur sa piste cendrée de médiocre qualité. Les coureurs Jan Janssen et Walter Godefroot s’effondrent dans les virages et Marinus Wagtmans remporte l’étape, empoche les bonifications et s’installe à la 3e place du classement général.
Dès le début de la saison 1975/76, le club du Stade Lunaret vient s'entrainer au stade. Après de nombreuses rénovations, le stade Richter n'arrive pas à atteindre les normes réglementaires fixées par la Ligue de football professionnel et il perd ses droits à recevoir des rencontres de football. La dernière rencontre jouée à Richter est un seizième de finale de la Coupe de France opposant le MPSC à Dunkerque (2-3) en 1976.
Vers le milieu des années 1980, la municipalité, avec son maire Georges Frêche, entreprend la réaménagement du site en espace de spectacles. Le stade Richter accueille alors des concerts comme ceux de :
- Bruce Springsteen, le 23 juin 1985, (25 000 spectateurs)[5].
- U2, UB40, The Pretenders et Big Audio Dynamite, le 18 juillet 1987[6],[7],[8] ;
- Pink Floyd, le 24 juillet 1988, dans le cadre de la tournée A Momentary Lapse of Reason [9],[10] ;
- Michael Jackson, le 12 août 1988, dans le cadre de la tournée Bad World Tour (35 000 spectateurs)[10],[11].

Un marché aux puces vient ensuite s'y installer, puis des marchands de fleurs et des terrains de pétanque.
En 1990, le site de Grammont devenant progressivement le nouvel espace de spectacles grâce à la construction du Zénith Sud, le site de Richter est à nouveau vacant.
Sa destruction est alors décidée, une partie de l'université Montpellier-I et l'Institut national spécialisé d'études territoriales (INSET) étant construits sur son ancien emplacement.